# Aerospace Industries Association
De Aerospace Industries Association (AIA) vertegenwoordigt de belangrijkste fabrikanten en leveranciers van militaire, burger- en bedrijfsvliegtuigen, helikopters, onbemande luchtvaartuigen, ruimtesystemen, vliegtuigmotoren, raketten en verwante componenten, materialen, diensten en Informatie- en Communicatietechnologie in de Verenigde Staten. Het sponsort, samen met de National Association of Rocketry, de Team America Rocketry Challenge, een jaarlijkse wedstrijd voor scholieren van middelbare scholen.